# Mistrzostwa Europy w Zapasach 1898
Mistrzostwa Europy w zapasach 1898 były pierwszymi, choć nieoficjalnymi mistrzostwami Europy w zapasach (styl klasyczny). Zawody te odbyły się na początku sierpnia 1898 roku w Wiedniu (Austro-Węgry). Zawodnicy walczyli w kategorii Open, złoto zdobył Estończyk reprezentujący Imperium Rosyjskie – Georg Hackenschmidt.

## Medaliści mistrzostw
| Kat. wagowa | Złoto               | Srebro          | Brąz        |
| ----------- | ------------------- | --------------- | ----------- |
| Open        | Georg Hackenschmidt | Michael Hitzler | G. Burghard |

## Tabela medalowa
| Poz. | Państwo              |   |   |   | Łącznie |
| ---- | -------------------- | - | - | - | ------- |
| 1    | Imperium Rosyjskie   | 1 | 0 | 0 | 1       |
| 2    | Cesarstwo Niemieckie | 0 | 1 | 0 | 1       |
| 3    | Cesarstwo Austrii    | 0 | 0 | 1 | 1       |